# Svart manukod
Svart manukod (Manucodia ater) är en fågel i familjen paradisfåglar inom ordningen tättingar.

## Utseende och läte
Svart manukod är en stor och långstjärtad fågel. Fjäderdräkten är helsvart med glans på vingar, rygg och stjärt, fläckvist även på hals och bröst. Ögat är rött. Den delar utbredningsområde med jobimanukod och trumpetarmanukod, men är större och mer långstjärtad. Lätet består av en obehaglig ljud vissling, påminnande om tjutande ljudet från rundgång i en mikrofon.

## Utbredning och systematik
Svart manukod delas in i tre underarter:
- Manucodia ater ater – förekommer i västra två tredjedelarna av Nya Guinea
- Manucodia ater subalter – förekommer i Aruöarna, västpapuanska öarna samt på sydöstra halvön av Papua Nya Guinea
- Manucodia ater alter – förekommer på Tagula Island (Louisiaderna)

Underarten subalter inkluderas ofta i nominatformen.

## Levnadssätt
Svart manukod hittas i låglänta och öppna skogsområden, även mangroveträsk. Den sjunger från en hög och exponerad sittplats.

## Status och hot
Arten har ett stort utbredningsområde, men tros minska i antal, dock inte tillräckligt kraftigt för att den ska betraktas som hotad. Internationella naturvårdsunionen IUCN listar arten som livskraftig (LC).